# Роман Малиновський (письменник)
Роман Малиновський (14 липня 1985, Івано-Франківськ) — український письменник. Автор збірки оповідань «Солодке життя». Співзасновник, головний редактор та артдиректор видавництва «Вавилонська бібліотека».

## Біографія
Народився 1985 року в Івано-Франківську. Дитинство провів у спальному мікрорайоні «Позитрон», середню освіту отримав у школі № 10. У 2007-му закінчив Юридичний інститут Прикарпатського національного університету імені Василя Стефаника з дипломом «Спеціаліст права». Працював кореспондентом місцевих та регіональних видань.
У 2003 році став співзасновником літературного альманаху «Парова зозуля» (спільно з Міреком Боднарем та Віктором Мухіним). Перший номер альманаху, який зібрав під обкладинкою прозові та поетичні твори молодих українських письменників, вийшов друком у 2006 році.
У 2005-2007 роках був членом редколегії та журналістом молодіжного видання «Пластилін».
У 2007 році працював у відділі маркетинґу Івано-Франківської філії «Райффайзен Банк Аваль».
У 2008 — менеджером проєктів «Благодійної фундації Короля Юрія» де був керівником і автором проєкту «Виборче право України для незрячих» — книжки, надрукованої шрифтом Брайля та фестивалю короткометражних фільмів «Процедура 1503», присвячених темі прав людини.
У 2008-2012 був куратором літературної програми фестивалю «Потяг до Яремчого».
У 2010-му працював в арт-відділі «Холдингу емоцій ФЕСТ!» (Львів).
Із 2014-го був куратором напрямку розвитку візуального мистецтва у громадській організації «Тепле місто», де був співорганізатором резиденції для художників. З час роботи у «Теплому місті» провів резиденції Павела Альтгамера (проєкт «Конгрес рисувальників», куратор — Євген Самборський), Славоміра Збьока Чайковського (проєкт «Свіжа фарба», співкуратори — Євген Самборський та Лілія Гоголь), Сергія Радкевича (проєкт «Фраґменти візуальної маніпуляції», куратор — Віталій Грех).
У 2013 році разом з партнерами заснував видавництво «Вавилонська бібліотека» яке очолює досі. Видавництво спеціалізується на виданнях перекладної  інтелектуальної прози XX та XXI століть.
У 2015 році був стипендіатом програми Ґауде Полонія польського Міністра культури та національної спадщини. У рамках стипендії створив проєкт «MONO», збірку інтерв'ю з українськими перекладачами творів Станіслава Вінценза, Бруно Шульца та Зиґмунта Гаупта, а також есеями, присвяченими цим авторам. MONO вийшов під логотипом проєкту «Цивілізація» обмеженим накладом —100 примірників — у 2019 році. 2021 року у видавництві «Крок» вийшов другий номер проєкту присвячений  Корнелю Філіповичу.

## Інтерв'ю
- Як я поїхав на Шрі-Ланку писати книжку біля океану. Досвід письменника Романа Малиновського, 2022
- Про українську школу перекладу і письменницьку зрілість. Інтерв'ю з Малиновським, 2021
- Роман Малиновський. Письменник. Співзасновник видавництва «Вавилонська бібліотека» (ВІДЕО), 2021
- Про книги і читання, Йоd, 29 вересня 2020 р.
- Вавилонський бібліотекар: як Роман Малиновський творить книжкову цивілізацію у Франківську, 3 березня 2019 р.
- Читати має бути в кайф! 26 лютого 2018 р.